# Шугино (Новгородская область)
Шугино — деревня в Валдайском районе Новгородской области России. Входит в состав Яжелбицкого сельского поселения.

## География
Деревня находится в юго-восточной части Новгородской области, в зоне хвойно-широколиственных лесов, к югу от автотрассы М10, на расстоянии примерно 20 километров (по прямой) к северо-западу от города Валдай, административного центра района. Абсолютная высота — 127 метров над уровнем моря.

### Часовой пояс
Деревня Шугино, как и вся Новгородская область, находится в часовой зоне МСК (московское время). Смещение применяемого времени относительно UTC составляет +3:00.

## Население
| 2010 |
| ---- |
| 9    |

Половой состав
По данным Всероссийской переписи населения 2010 года в гендерной структуре населения мужчины составляли 33,3 %, женщины — соответственно 66,7 %.

Согласно результатам переписи 2002 года, в национальной структуре населения русские составляли 100 % из 9 чел.